# Liolaemus bisignatus
Liolaemus bisignatus är en ödleart som beskrevs av Philippi 1860. Liolaemus bisignatus ingår i släktet Liolaemus och familjen Tropiduridae. Inga underarter finns listade i Catalogue of Life.